# Bev Bevan
Bev Bevan (all'anagrafe Beverley Bevan) (Birmingham, 25 novembre 1946) è un batterista britannico.

## Biografia
Bevan iniziò la sua carriera musicale all'interno del gruppo Denny Laine and the Diplomats capeggiato dal cantautore Denny Laine. Si unì in seguito al gruppo The Vikings dove militava il cantante Carl Wayne, con il quale Bevan fonderà subito dopo un nuovo gruppo chiamato The Move. Sulle ceneri di questo gruppo, scioltosi nel 1972, verrà fondato un nuovo gruppo chiamato Electric Light Orchestra, con la quale raggiungerà il successo a livello mondiale soprattutto alla fine degli anni settanta, quando fu pubblicato l'album Discovery, che presenta delle sonorità vicine alla musica disco, allora in voga.
Nel 1980 Bevan pubblicherà la prima biografia ufficiale del gruppo, mentre nel 1983 sarà chiamato dai Black Sabbath per sostituire Bill Ward nel tour susseguente all'album Born Again. Con il gruppo di Tony Iommi Bevan collaborerà per una seconda volta nel 1987, nelle registrazioni dell'album The Eternal Idol, nel quale sarà accreditato come percussionista.
Frattanto nel 1986 si erano sciolti gli Electric Light Orchestra e pertanto Bevan decise di fondare un nuovo progetto intitolato ELO Part II che vide la luce nel 1990. La formazione di questo nuovo gruppo include alcuni ex componenti del gruppo (tra cui il bassista Kelly Groucutt e il violinista Mik Kaminski), ed è ancora in attività con il nome The Orchestra, assunto nel 1999.
Nel 2004, in occasione della morte del suo ex compagno di gruppo nei The Move Carl Wayne, Bevan rifonderà il suo ex gruppo con il nome Bev Bevan's Move. Questa nuova formazione comprende alcuni suoi compagni di gruppo nei The Orchestra (Jeff Bate e Neil Lockwood) e intraprende dei tour nei quali propone dei brani famosi dei Move.
Attualmente Bevan conduce un programma radiofonico intitolato Bev Bevan's Jukebox Classics